# TJ Sršni Kutná Hora
TJ Sršni Kutná Hora (celým názvem: Tělovýchovná jednota Sršni Kutná Hora) byl český klub ledního hokeje, který sídlil v Kutné Hoře ve Středočeském kraji. Oddíl patřil pod hlavičku Tělovýchovné jednoty Stadion Kutná Hora, název TJ Sršni nikdy nebyl oficiálním názvem a byl jen používán některými fanoušky. Byl založen v roce 1932 a postupně nesl řadu názvů, například Dynamo Kutná Hora, nebo SK Sparta Kutná Hora. Soutěže hrál v rámci Středočeského kraje, v některých sezonách jen v rámci okresu Kutná Hora. Před rokem 1980 využíval při mrazivém počasí přírodní kluziště, jinak zimní stadiony v Kolíně, nebo ve Vlašimi. Zimní stadion se v Kutné Hoře začal stavět již na konci šedesátých let, nakonec byl ale otevřen (na jiném místě) jako otevřený až na podzim 1980. V období kolem roku 1995 hrála jednotlivá družstva ve východočeských soutěžích – důvodem byl jejich pozdější podzimní začátek a tím možnost hrát i na začátku soutěží na místním (tehdy jen otevřeném) stadionu.
Nejlépe se týmu dařilo při čtyřletém působení ve druhé lize. Například na derby s Kolínem přišlo téměř 1500 diváků.
V roce 2011 došlo v oddílu k rozkolu mezi mužskou a mládežnickou složkou, která vyvrcholila odchodem mládeže do nově založeného subjektu SK Sršni Kutná Hora. Ze zpětného pohledu se tehdejší rozchod jeví jako velmi nešťastný, neboť vedl k poklesu kvality všech družstev. Pokles se podařilo částečně napravit až v posledních letech. Mužský tým tehdy zůstal v oddílu osamocený, jeho existence pak skončila o pouhý rok později. Většina dospělých hráčů přešla do Nového Bydžova, část později do Čáslavi. Klubové barvy byly černá, červená a žlutá.
Své domácí zápasy odehrával na zimním stadionu Kutná Hora. Ten byl v období 1980–1999 otevřený s kapacitou 600 diváků, poté byl zastřešen, s kapacitou 2 500 diváků.

## Historické názvy
Zdroj: 
- 1932 – SK Sparta Kutná Hora (Sportovní klub Sparta Kutná Hora)
- TJ ČKD Kutná Hora (Tělovýchovná jednota Českomoravská-Kolben-Daněk Kutná Hora)
- TJ Spartak Kutná Hora (Tělovýchovná jednota Spartak Kutná Hora)
- TJ Dynamo Kutná Hora (Tělovýchovná jednota Dynamo Kutná Hora)
- TJ Stadion Kutná Hora (Tělovýchovná jednota Stadion Kutná Hora)
- 199? – TJ Sršni Kutná Hora (Tělovýchovná jednota Sršni Kutná Hora)
- 2011 – vystoupení mládeže z klubu ⇒ vytvoření SK Sršni Kutná Hora
- 2012 – zánik

## Přehled ligové účasti
Stručný přehled
Zdroj: 
- 2003–2006: Královéhradecká a Pardubická krajská liga – sk. B (4. ligová úroveň v České republice)
- 2006–2007: Středočeský krajský přebor (4. ligová úroveň v České republice)
- 2007–2008: 2. liga – sk. Střed (3. ligová úroveň v České republice)
- 2008–2009: Středočeský krajský přebor (4. ligová úroveň v České republice)
- 2009–2012: 2. liga – sk. Střed (3. ligová úroveň v České republice)

Jednotlivé ročníky
Zdroj: 
Legenda: ZČ - základní část, červené podbarvení - sestup, zelené podbarvení - postup, fialové podbarvení - reorganizace, změna skupiny či soutěže
| Česko (2003 – 2012) |                                                   |           |           |                                                 |                         |
| Sezóny              | Soutěž                                            | Úroveň    | ZČ        | Play-off, nadstavba, sk. o udržení...           | Poznámky                |
| 2003/04             | Královéhradecká a Pardubická krajská liga – sk. B | 4. úroveň | 1. místo  | Finálová skupina (4. místo)                     |                         |
| 2004/05             | Královéhradecká a Pardubická krajská liga – sk. B | 4. úroveň | 7. místo  | Skupina o umístění (16. místo)                  |                         |
| 2005/06             | Královéhradecká a Pardubická krajská liga – sk. B | 4. úroveň | 7. místo  | Skupina o umístění (7. místo)                   | Přechod do jiného kraje |
| 2006/07             | Středočeský krajský přebor                        | 4. úroveň | 3. místo  | Finále                                          | Koupě licence od Žďáru  |
| 2007/08             | 2. liga – sk. Střed                               | 3. úroveň | 12. místo |                                                 | Sestup                  |
| 2008/09             | Středočeský krajský přebor                        | 4. úroveň | 1. místo  | Vítěz; kvalifikace o 2. ligu – sk. B (1. místo) | Postup                  |
| 2009/10             | 2. liga – sk. Střed                               | 3. úroveň | 5. místo  | Semifinále                                      |                         |
| 2010/11             | 2. liga – sk. Střed                               | 3. úroveň | 9. místo  |                                                 |                         |
| 2011/12             | 2. liga – sk. Střed                               | 3. úroveň | 11. místo | Baráž o 2. ligu (prohra)                        | Sestup                  |